# Elyzabeth Walling
Pour les articles homonymes, voir Walling.
Elyzabeth Walling est une actrice québécoise, qui incarne notamment le rôle de Chantal L'Amour dans le troisième téléroman franco-ontarien Météo+.

## Biographie
Elyzabeth est diplômée en interprétation du Lee Strasberg Institute de Londres, récipiendaire de 4 Jutras, au théâtre dans une pièce de Normand Chaurette lors du Festival Trans-Amériques. On entend aussi régulièrement sa voix à la télévision ainsi qu'à la radio et en doublage.

## Filmographie

### Cinéma
- 1999 : Le Grand Serpent du monde : Sarah
- 2000 : La Moitié gauche du frigo : Fille au bar
- 2001 : Braquages / Le Vol (Heist) : Jewelry Saleswoman
- 2002 : Jeux dangereux / Escrocs (en) (Swindle) : serveuse
- 2002 : Le Marais : rôle inconnu
- 2005 : La Vie avec mon père : Lyne
- 2008 : Borderline : rôle inconnu
- 2010 : Stone : rôle inconnu

### Télévision
- 1993 : Au nom du père et du fils : Rose-Lilas Villeneuve
- 1993 : Là tu parles! : Groupie
- 1994 : Mourir d'amour : Virginie
- 1995 : Le Sorcier : Rose-Lilas Villeneuve
- 1996 : Soif de vivre : Nathalie Bruyères
- 1997 : Cher Olivier : Sonia
- 1997 : Le Volcan tranquille : Carole
- 1998 : KM/H : Manon
- 1999 : Histoires de filles : Sophie
- 2001 : Mon meilleur ennemi : Nicole Lebeau
- 2001 : Les Âmes damnées (en) (All Souls) : Randy Mary (pilote)
- 2001 : Varian Fry, un héros oublié (en) (Varian's War) (téléfilm) : Hannah Arendt
- 2002 : Fêtes fatales : Sophie
- 2005 : Les Ex : Josée
- 2005 : Providence : Geneviève Marsolais, l'ex de Louis
- 2008 : Météo+ : Chantal L'Amour